# Spicospina flammocaerulea
Genre
Espèce
Statut de conservation UICN

 VU D2 : Vulnérable
Spicospina flammocaerulea, unique représentant du genre Spicospina, est une espèce d'amphibiens de la famille des Myobatrachidae.

## Répartition

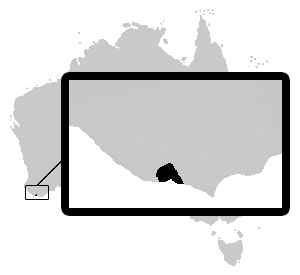
Aire de répartition de Spicospina flammocaerulea.

Cette espèce est endémique du Sud-Ouest de l'Australie-Occidentale,.

## Publication originale
- Roberts, Horwitz, Wardell-Johnson, Maxson & Mahony, 1997 : Taxonomy, relationships and conservation of a new genus and species of myobatrachid frog from the high rainfall region of southwestern Australia. Copeia, vol. 1997, no 2, p. 373-381.